# 永称寺 (台東区)
永稱寺（えいしょうじ）は、東京都台東区にある浄土真宗本願寺派の寺院。

## 歴史
宝治年間（1247年 - 1249年）、浄念によって開山された。浄念は親鸞の弟子で、下野国那須郡武部村に寺を創建したのが起源である。寛永年間（1624年～1644年）に現在地に移転した。

## 文化財
当寺の近くには、江戸時代の文化人の酒井抱一が住んでいたこともあり、寺宝には酒井抱一に関わる文物が多い。これらの寺宝は台東区の文化財に登載されている。
- 歳寒三友図（台東区有形文化財 平成10年度登載）[2]
- 聯（台東区有形文化財 平成13年度登載）[3]
- 俳書（台東区有形文化財 平成13年度登載）[4]
- 紙本着色金亀図（台東区有形文化財 平成19年3月登載）[5]

## 交通アクセス
- 入谷駅4番出口より徒歩約6分（経路案内）。
- 鶯谷駅より徒歩約7分（経路案内）。